# Beatriz Colomina
Beatriz Colomina (Madrid, 1952) es una arquitecta, historiadora y teórica de la arquitectura. Reconocida internacionalmente, se especializa en la relación entre arquitectura y medios de comunicación y autora de numerosos libros y artículos.

## Primeros años
Creció en Valencia. Su padre era arquitecto y director de la Escuela de Arquitectura de Valencia, sin embargo Colomina decide estudiar arquitectura en Barcelona, en la Escuela Técnica Superior de Arquitectura de Barcelona. Allí recibe primero el título de arquitecta y luego el de Doctora en arquitectura. Durante sus años en Barcelona, entra en contacto con la realidad española de fines de la dictadura de Franco y se dedica a enseñar y escribir sobre la profesión.
En 1982, decide trasladarse a Nueva York, donde estudia en el New York Institute for the Humanities fundado y dirigido entonces por Richard Sennet. Comparte esa experiencia con personajes como Wolfgang Schivelbusch, Carl Schorske y Susan Sontag, quien le causó una enorme impresión por su manera interdisciplinaria de pensar y trabajar, todavía no frecuente en el campo de la arquitectura.
Colomina estudiaba la arquitectura moderna e influenciada por el libro de Sontag La metáfora de la enfermedad comienza a relacionar este movimiento con las enfermedades: agorafobia, claustrofobia, tuberculosis, higiene, los gérmenes, como patologías relacionadas con la modernidad. En ese periodo comienza un trabajo que retomaría más adelante, como becaria en la American Academy en Berlín, durante el otoño del 2014: X-Ray Architecture: Illness as Metaphor.

## Trayectoria
Llegó a la Universidad de Columbia en 1982. Después se trasladó a la Escuela de Arquitectura de la Universidad de Princeton en 1988, para posteriormente convertirse en su directora de estudios de postgrado. Es la Directora fundadora del Programa en Medios y modernidad en la Universidad de Princeton, y ha sido nombrada miembro de la Facultad de Virginia en 2003.
Fue jurado de la Bienal de Venecia en el año 2010 y jurado del concurso de arquitectura para la nueva sede de la Corporación Andina de Fomento en Caracas, Venezuela. Presentó Las Mujeres en la Arquitectura en la conferencia Female Forces, 100 years anniversary en la Royal Academy Copenhagen.
En el año 2006 y 2007, con un grupo de alumnos del doctorado en Princeton, Colomina organizó la exposición Clip/Stamp/Fold: The Radical Architecture of Little Magazines 196X-197X. Este trabajo presentado por primera vez en el Storefront for Art and Architecture en Nueva York, ha estado en las ciudades más importantes del mundo y continúa recorriendo el mundo.
En conjunto con sus alumnos de doctorado, Colomina ha preparado varios proyectos entre los que se encuentran Pedagogías Radicales que explora una serie de experiencias pedagógicas con un rol crucial en el discurso y la práctica arquitectónica de la segunda mitad del siglo XX y Playboy y Arquitectura 1953-1979, un estudio sobre la importante presencia de la arquitectura moderna en la revista Playboy durante esos años y el rol determinante de esta publicación en la formación de la cultura del diseño y la arquitectura en los Estados Unidos y en la difusión del movimiento moderno.
En estos trabajos de investigación y formación, Colomina promueve que los estudiantes de teoría de la arquitectura, mantengan la práctica de diseño y producción arquitectónica (proyecto y montaje de las exposiciones, por ejemplo) de modo que sigan operando en el marco estos parámetros fundamentales de la profesión. Del mismo modo que la arquitecta promueve que los alumnos de proyecto se ejerciten en la escritura, de modo que puedan articular un marco teórico para sus propuestas.
Colomina ha dado numerosas conferencias en todo el mundo, incluyendo el Museo de Arte Moderno de Nueva York; el Instituto de Arquitectura de Japón, Tokio; el Centro de Arte Contemporáneo y Arquitectura de Estocolmo; y la Fundación DIA Art en Nueva York. Colomina ha sido miembro del consejo editorial de las publicaciones periódicas tales como Assemblage, Daidalos y Grey Room. Ha recibido muchas subvenciones y becas, incluyendo el Instituto de Chicago para la Arquitectura, Fundación Le Corbusier, y el Centro de Estudios Avanzados en las Artes Visuales en Washington.
Beatriz Colomina curará junto a Mark Wigley, su marido, la Bienal de Estambul 2016.

## Publicaciones
Ha escrito extensamente sobre cuestiones de la arquitectura y de las instituciones modernas de representación, especialmente sobre medios de comunicación impresos, fotografía, publicidad, cine y televisión.  Es autora de numerosos artículos y libros entre los que se mencionan:
- 1988 Architectureproduction[11]
- 1992 Sexuality & Space, Princeton Architectural Press[12] galardonado con el Premio Internacional del Libro AIA 1993
- 1994 Privacy and Publicity. Modern Architecture As Mass Media[13] galardonado con el Premio Internacional del Libro 1995 por el Instituto Americano de Arquitectos
- 1996 Battle Lines: E.1027, ensayo publicado en el libro The sex of architecture[14]
- 2000 Louise Bourgeois: Memory And Architecture[15]
- 2007 Domesticity at War[16]
- 2008 The World of Madelon Vriesendorp[17]
- 2011 Clip, Stamp, Fold: The Radical Architecture of Little Magazines 196X to 197X[18]